# Hieroglyphus nigrorepletus
Hieroglyphus nigrorepletus är en insektsart som beskrevs av Bolívar, I. 1912. Hieroglyphus nigrorepletus ingår i släktet Hieroglyphus och familjen gräshoppor. Inga underarter finns listade i Catalogue of Life.